# Eustachy Sapieha
Pour les articles homonymes, voir Sapieha.
Ne doit pas être confondu avec Eustachy Kajetan Sapieha.
Eustachy Kajetan Sapieha , né 2 août 1881 à Verkhnya Bilka (pl) (royaume de Galicie et de Lodomérie), mort le 20 février 1963 à Nairobi (Kenya), est un prince de la famille Sapieha, ministre polonais des Affaires étrangères.

## Biographie
Il est le fils de Jan Paweł Aleksander Sapieha et de Seweryna Maria Uruska.
De 1900 à 1904, il étudie la foresterie à Zurich et obtient un diplôme d'ingénieur. Ardent défenseur de Kresy (les anciennes provinces orientales de la république des Deux Nations situées à l'est de la ligne Lviv-Vilnius), il travaille avec le Conseil de Régence (Pologne) (en) et Józef Piłsudski pendant la Première Guerre mondiale. En 1917, il négocie sans succès avec le Comité national polonais. Déçu par la politique de gauche de Piłsudski, il est l'organisateur du coup d'État manqué de 1919 (en). Cela ne l'empêche pas de continuer à travailler avec Piłsudski et même de le soutenir par la suite. Pendant la guerre soviéto-polonaise (1919-1921), il sert dans la cavalerie. Le 16 juin 1919, il est nommé à l'ambassade de Pologne au Royaume-Uni.
Le 4 juin 1920, Erazm Piltz, représentant le gouvernement polonais, signe le traité de Trianon. Dans la même année, Sapieha est choisi par Władysław Grabski pour être ministre des Affaires étrangères. Il négocie avec succès plusieurs accords avec les puissances occidentales, mais il est confronté à la situation délicate du plébiscite de Haute-Silésie. Le 24 mars 1921, l'ambassadeur britannique à Varsovie écrit à George Curzon à Londres pour lui dire qu'il vient de faire appel au prince Sapieha, qu'il trouve très déprimé à la suite du vote en Haute-Silésie. Ses négociations sur la fédération avec la Lituanie échouent également et, face aux critiques des Nationaux démocrates, il démissionne de son poste.
En 1928-1929, il est élu à la Diète dans le bloc des non-partisans à la coopération avec le gouvernement (en). Après l'invasion soviétique de la Pologne en 1939, il est arrêté et emprisonné à la prison de Loubianka. Après les accords Sikorski-Maïski, il rejoint l'armée du général Anders (en). En 1941, il se rend au Kenya pour ne plus retourner dans la Pologne communiste d'après-guerre. En 1956, le gouvernement polonais en exil lui décerne l'ordre de l'Aigle blanc.
Il décède à Nairobi le 20 février 1963.

## Mariage et descendance
En 1909, Eustachy Sapieha épouse Teresa Izabela Lubomirska (1888-1964), fille de Andrzej Lubomirski (1862-1953) et de Eleonora Teresa Husarzewska (1866-1940). Ils ont pour enfants:
- Jan Andrzej Sapieha (pl) (1910-1989),
- Eleonora Czarniecka (1911-2000),
- Lew Jerzy Sapieha (pl) (1913-1990),
- Eustachy Seweryn Sapieha (pl) (1916-2004)
- Elżbieta Rufener-Sapieha (pl) (1921-2008)

## Sources
- (pl) Cet article est partiellement ou en totalité issu de l’article de Wikipédia en polonais intitulé « Eustachy Sapieha » (voir la liste des auteurs).

- (en) Cet article est partiellement ou en totalité issu de l’article de Wikipédia en anglais intitulé « Eustachy Sapieha » (voir la liste des auteurs).